# Antôn Đảng Minh Ngạn
Antôn Đảng Minh Ngạn (tiếng Trung: 黨明彥, Anthony Dang Ming-yan; sinh 1967) là một giám mục người Trung Quốc của Giáo hội Công giáo Rôma. Ông hiện đảm nhận chức vụ Tổng giám mục chính tòa Tổng giáo phận Tây An.

## Tiểu sử
Antôn Đảng Minh Ngạn sinh ngày 12 tháng 7 năm 1967 tại Thiểm Tây, Trung Quốc, là người con thứ 8 trong gia đình 9 người con. Năm 1985, ông theo học tại chủng viện ở Tây An và được thụ phong chức vụ linh mục ngày 15 tháng 9 năm 1991, khi mới 24 tuổi. Sau khi thụ phong, ông làm công tác mục vụ tại Tây An. Từ năm 2000 đến năm 2002, ông theo học ngành tâm lý học tại Đại học Thượng Hải. Từ năm 2003, ông là người đứng đầu Ủy ban tài chính của Tổng giáo phận Tây An.
Ông được Tổng giám mục Tây An Antôn Lý Đốc An truyền chức giám mục và tổ chức lễ tấn phong vào ngày 26 tháng 7 năm 2005. Tòa Thánh sau đó cũng công nhận tính hợp lệ của việc truyền chức và công bố bổ nhiệm ông làm Giám mục Phụ tá Tổng giáo phận Tây An. Sau khi Tổng giám mục Antôn Lý Đốc An qua đời, ông được chọn để thay thế, với chức danh chính thức là Tổng giám mục chính tòa Tây An. Chính quyền Trung Quốc cũng công nhận ông giữ vị trí Giám mục Giáo phận Tây An, một giáo phận do chính quyền Trung Quốc thiết lập, với địa hạt tương đương Tổng giáo phận Tây An.